# Gyula Zsivótzky
Gyula Zsivótzky (Boedapest, 25 februari 1937 – aldaar, 29 september 2007) was een Hongaarse atleet, die zich had toegelegd op het kogelslingeren. Hij werd olympisch kampioen, Europees kampioen en meervoudig Hongaars kampioen in deze discipline. Hij nam viermaal deel aan de Olympische Spelen.

## Loopbaan
In 1960 won Zsivótzky zijn eerste olympische medaille op de Olympische Spelen in Rome, waar hij tweede werd. Vier jaar later herhaalde hij deze prestatie op de Olympische Spelen van Tokio om ten slotte weer vier jaar later op de Olympische Spelen van 1968 in Mexico-Stad de hoogste trede van het erepodium te mogen beklimmen.
Ook werd Gyula Zsivótzky in 1962 Europees kampioen in zijn specialiteit en vestigde hij in 1965 met 73,74 m en in 1968 met 73,76 een wereldrecord.
In Hongarije was Zsivótzky een veelvoudig onderscheiden atleet. In 2000 werd hij zelfs verkozen tot nationaal atleet van de eeuw. Na zijn actieve carrière bleef Zsitvótzky zeer actief in de atletieksport: als official (lange tijd vicevoorzitter van de Hongaarse atletiekbond) en als trainer van zijn zoon Attila, een vooraanstaand tienkamper.
Zsivótzky was al enige tijd ernstig ziek en overleed op 29 september 2007 op 70-jarige leeftijd.

## Titels
- Olympisch kampioen kogelslingeren - 1968
- Europees kampioen kogelslingeren - 1962
- Hongaars kampioen kogelslingeren - 1958, 1959, 1960, 1961, 1962, 1963, 1964, 1965, 1966, 1967, 1968, 1969, 1970
- AAA-kampioen kogelslingeren - 1965, 1966

## Wereldrecords
| Afstand | Datum             | Plaats    |
| ------- | ----------------- | --------- |
| 73,74 m | 4 september 1965  | Debrecen  |
| 73,76 m | 14 september 1968 | Boedapest |

## Prestaties

### kogelslingeren
- 1957:  World University Games - 55,81 m
- 1958:  EK - 63,68 m
- 1959:  Universiade - 63,65 m
- 1960:  OS - 65,79 m
- 1961:  Universiade - 64,62 m
- 1962:  EK - 69,64 m
- 1963:  Universiade - 65,72 m
- 1964:  OS - 69,09 m
- 1965:  Universiade - 67,75 m
- 1966:  EK - 68,62 m
- 1967:  Europacup - 68,12 m
- 1968:  OS - 73,36 m
- 1971: 11e EK - 64,94 m
- 1972: 5e OS - 71,38 m

1900: John Flanagan ·
1904: John Flanagan ·
1908: John Flanagan ·
1912: Matt McGrath ·
1920: Patrick Ryan ·
1924: Fred Tootell ·
1928: Pat O'Callaghan ·
1932: Pat O'Callaghan ·
1936: Karl Hein ·
1948: Imre Németh ·
1952: József Csermák ·
1956: Harold Connolly ·
1960: Vasili Roedenkov ·
1964: Romuald Klim ·
1968: Gyula Zsivótzky ·
1972: Anatoli Bondartsjoek ·
1976: Joeri Sedych ·
1980: Joeri Sedych ·
1984: Juha Tiainen ·
1988: Sergej Litvinov ·
1992: Andrej Abdoevalijev ·
1996: Balázs Kiss ·
2000: Szymon Ziółkowski ·
2004: Koji Murofushi ·
2008: Primož Kozmus ·
2012: Krisztián Pars ·
2016: Dilsjod Nazarov ·
2020: Wojciech Nowicki ·
2024: Ethan Katzberg